# فهرست جایزه‌ها و نامزدی‌های انهایپن
این فهرستی از جایزه‌ها و نامزدی‌های دریافت شده توسط انهایپن، گرده پسرانه اهل کره جنوبی است.

## جوایز و نامزدی‌ها
- ا
- ب
- پ
- ت
- ث
- ج
- چ
- ح
- خ
- د
- ذ
- ر
- ز
- ژ
- س
- ش
- ص
- ض
- ط
- ظ
- ع
- غ
- ف
- ق
- ک
- گ
- ل
- م
- ن
- و
- ه
- ی

| مراسم جوایز                 | سال  | دسته                                  | نامزد(ها)/اثر(ها) | نتیجه       | منابع                |
| --------------------------- | ---- | ------------------------------------- | ----------------- | ----------- | -------------------- |
| جوایز آرتیست آسیا           | ۲۰۲۱ | تازه‌کار سال – موسیقی                  | انهایپن           | برنده       | [ ۱ ]                |
| جوایز آرتیست آسیا           | ۲۰۲۱ | جایزه بهترین آرتیست – موسیقی          | انهایپن           | برنده       | [ ۱ ]                |
| جوایز آرتیست آسیا           | ۲۰۲۱ | جایزه محبوبیت گروه آیدل پسرانه        | انهایپن           | نامزدشده    | [ ۲ ]                |
| جوایز آرتیست آسیا           | ۲۰۲۱ | جایزه محبوبیت یو+ آیدل لایو           | انهایپن           | Shortlisted | [ ۳ ]                |
| جوایز آرتیست آسیا           | ۲۰۲۲ | جایزه محبوبیت – خواننده               | انهایپن           | نامزدشده    | [ ۴ ]                |
| جوایز موسیقی پاپ آسیایی     | ۲۰۲۱ | بهترین آرتیست تازه‌کار (خارج)          | انهایپن           | برنده       | [ ۶ ]                |
| جوایز وفاداری مشتری با برند | ۲۰۲۱ | جایزه بهترین هنرمند تازه‌کار مرد       | انهایپن           | نامزدشده    | [ ۷ ]                |
| جوایز برند سال              | ۲۰۲۱ | جایزه آیدل تازه‌کار مرد                | انهایپن           | نامزدشده    | [ ۸ ]                |
| جوایز موسیقی جدول گائون     | ۲۰۲۰ | جایزه هنرمند تازه‌کار سال – فیزیکی     | مرز: روز اول      | برنده       | [ ۹ ]                |
| جوایز موسیقی جدول گائون     | ۲۰۲۱ | آلبوم سال – سه ماههٔ دوم               | مرز: کارناوال     | نامزدشده    | [ ۱۰ ]               |
| جوایز موسیقی جدول گائون     | ۲۰۲۱ | آلبوم سال – سه ماههٔ چهارم             | بعد: دوراهی       | نامزدشده    | [ ۱۰ ]               |
| جوایز موسیقی جدول گائون     | ۲۰۲۱ | تازه‌کار سال جهانی                     | انهایپن           | برنده       | [ ۱۱ ]               |
| جوایز موسیقی جدول گائون     | ۲۰۲۲ | داغ‌ترین اجرای سال                     | انهایپن           | برنده       | [ ۱۲ ]               |
| جوایز موسیقی جدول گائون     | ۲۰۲۲ | آلبوم سال – سه ماههٔ اول               | بعد: پاسخ         | نامزدشده    | [ ۱۳ ]               |
| جوایز موسیقی جدول گائون     | ۲۰۲۲ | آلبوم سال – سه ماههٔ سوم               | مانیفست: روز اول  | نامزدشده    | [ ۱۳ ]               |
| جوایز موسیقی جدول گائون     | ۲۰۲۲ | آهنگ سال – ژانویه                     | «پولاروید لاو»    | نامزدشده    | [ ۱۴ ]               |
| جوایز جینی میوزیک           | ۲۰۲۲ | جایزه بهترین اجرای مرد                | انهایپن           | نامزدشده    | [ ۱۵ ]               |
| جوایز گلدن دیسک             | ۲۰۲۱ | آرتیست تازه‌کار سال                    | انهایپن           | برنده       | [ ۱۶ ]               |
| جوایز گلدن دیسک             | ۲۰۲۱ | جایزه محبوبیت کوراپراکس               | انهایپن           | نامزدشده    | [ ۱۷ ]               |
| جوایز گلدن دیسک             | ۲۰۲۱ | جایزه محبوبیت کیوکیو میوزیک           | انهایپن           | نامزدشده    | [ ۱۸ ]               |
| جوایز گلدن دیسک             | ۲۰۲۲ | جایزه محبوب‌ترین آرایست سیزن           | انهایپن           | نامزدشده    | [ ۱۹ ]               |
| جوایز گلدن دیسک             | ۲۰۲۲ | آلبوم بون‌سانگ                         | بعد: دوراهی       | برنده       | [ ۲۰ ]               |
| جوایز گلدن دیسک             | ۲۰۲۳ | آلبوم بون‌سانگ                         | مانیفست: روز اول  | برنده       | [ ۲۱ ]               |
| جوایز گلدن دیسک             | ۲۰۲۴ | آلبوم بون‌سانگ                         | خون تیره          | برنده       | [ ۲۲ ]               |
| جوایز موسیقی هانتو          | ۲۰۲۱ | Initial Chodong Record Award          | بعد: دوراهی       | برنده       | [ ۲۳ ]               |
| جوایز موسیقی هانتو          | ۲۰۲۱ | جایزه آرتیست – گروه پسرانه            | انهایپن           | نامزدشده    | [ ۲۴ ]               |
| جوایز موسیقی هانتو          | ۲۰۲۳ | آرتیست سال (بون‌سانگ)                  | انهایپن           | برنده       | [ ۲۵ ]               |
| جوایز موسیقی هانتو          | ۲۰۲۴ | آرتیست سال (بون‌سانگ)                  | انهایپن           | برنده       | [ ۲۶ ]               |
| جایزه گلد دیسک ژاپن         | ۲۰۲۲ | آرتیست سال (آسیا)                     | انهایپن           | برنده       | [ ۲۷ ] [ ۲۸ ]        |
| جایزه گلد دیسک ژاپن         | ۲۰۲۲ | ۳ آرتیست برتر (آسیا)                  | انهایپن           | برنده       | [ ۲۷ ] [ ۲۸ ]        |
| جوایز ضبط ژاپن              | ۲۰۲۳ | جایزه موسیقی بین‌المللی جهانی          | انهایپن           | برنده       | [ ۲۹ ]               |
| جوایز کی گلوبال هارت دریم   | ۲۰۲۳ | کی گلوبال بون‌سانگ (جایزه اصلی)        | انهایپن           | برنده       | [ ۳۰ ]               |
| جوایز کی گلوبال هارت دریم   | ۲۰۲۳ | جایزه بهترین اجرای کی گلوبال          | انهایپن           | برنده       | [ ۳۰ ]               |
| جوایز اولین برند کره        | ۲۰۲۲ | جایزه آیدل مرد در حال پیشرفت          | انهایپن           | نامزدشده    | [ ۳۱ ]               |
| جوایز لاین نیوز             | ۲۰۲۱ | جایزه مورد بحث قرار گرفته‌ترین (آیدل)  | انهایپن           | نامزدشده    | [ ۳۲ ] [ ۳۳ ]        |
| جوایز موسیقی ملون           | ۲۰۲۱ | جایزه جهانی آرتیست در حال پیشرفت      | انهایپن           | برنده       | [ ۳۴ ]               |
| جوایز موسیقی ملون           | ۲۰۲۱ | آرتیست تازه‌کار سال                    | انهایپن           | نامزدشده    | [ ۳۵ ]               |
| جوایز موسیقی ملون           | ۲۰۲۲ | وان‌دی‌کی گلوبال آیکن                   | انهایپن           | برنده       | [ ۳۶ ]               |
| جوایز ماما                  | ۲۰۲۱ | بهترین آرتیست مرد تازه‌کار             | انهایپن           | برنده       | [ ۳۷ ]               |
| جوایز ماما                  | ۲۰۲۱ | ۱۰ آرتیست برگزیده توسط طرفداران جهانی | انهایپن           | برنده       | [ ۳۷ ]               |
| جوایز ماما                  | ۲۰۲۱ | آیکن جهانی سال                        | انهایپن           | نامزدشده    | [ ۳۷ ]               |
| جوایز ماما                  | ۲۰۲۱ | آرتیست سال تیک‌تاک                     | انهایپن           | نامزدشده    | [ ۳۸ ] [ ۳۹ ]        |
| جوایز ماما                  | ۲۰۲۱ | لحظه مورد علاقه تیک‌تاک                | انهایپن           | نامزدشده    | [ ۳۸ ] [ ۳۹ ]        |
| جوایز ماما                  | ۲۰۲۱ | آلبوم سال تیک‌تاک                      | بعد: دوراهی       | Longlisted  | [ ۳۸ ] [ ۳۹ ]        |
| جوایز ماما                  | ۲۰۲۲ | ۱۰ آرتیست برگزیده توسط طرفداران جهانی | انهایپن           | برنده       | [ ۴۰ ] [ ۴۱ ] [ ۴۲ ] |
| جوایز ماما                  | ۲۰۲۲ | آیکن جهانی سال                        | انهایپن           | نامزدشده    | [ ۴۰ ] [ ۴۱ ] [ ۴۲ ] |
| جوایز ماما                  | ۲۰۲۲ | بهترین گروه پسرانه                    | انهایپن           | نامزدشده    | [ ۴۰ ] [ ۴۱ ] [ ۴۲ ] |
| جوایز ماما                  | ۲۰۲۲ | بهترین اجرای وکال – گروه              | «پولاروید لاو»    | نامزدشده    | [ ۴۰ ] [ ۴۱ ] [ ۴۲ ] |
| جوایز ماما                  | ۲۰۲۳ | ۱۰ آرتیست برگزیده توسط طرفداران جهانی | انهایپن           | برنده       | [ ۴۳ ] [ ۴۴ ]        |
| جوایز ماما                  | ۲۰۲۳ | آیکن جهانی سال                        | انهایپن           | نامزدشده    | [ ۴۳ ] [ ۴۴ ]        |
| جوایز موسیقی سئول           | ۲۰۲۱ | تازه‌کار سال                           | انهایپن           | برنده       | [ ۴۵ ]               |
| جوایز موسیقی سئول           | ۲۰۲۱ | جایزه محبوبیت کی-ویو                  | انهایپن           | نامزدشده    | [ ۴۶ ]               |
| جوایز موسیقی سئول           | ۲۰۲۱ | جایزه محبوبیت                         | انهایپن           | نامزدشده    | [ ۴۶ ]               |
| جوایز موسیقی سئول           | ۲۰۲۲ | جایزه اصلی (بون‌سانگ)                  | مرز: کارناوال     | برنده       | [ ۴۷ ]               |
| جوایز موسیقی سئول           | ۲۰۲۲ | جایزه بهترین اجرا                     | انهایپن           | برنده       | [ ۴۷ ]               |
| جوایز موسیقی سئول           | ۲۰۲۲ | جایزه محبوبیت                         | انهایپن           | نامزدشده    | [ ۴۸ ]               |
| جوایز موسیقی سئول           | ۲۰۲۲ | جایزه محبوبیت کی-ویو                  | انهایپن           | نامزدشده    | [ ۴۸ ]               |
| جوایز موسیقی سئول           | ۲۰۲۲ | جایزه بهترین آرتیست یو+آیدل لایو      | انهایپن           | نامزدشده    | [ ۴۹ ]               |
| جوایز موسیقی سئول           | ۲۰۲۳ | جایزه اصلی (بون‌سانگ)                  | مانیفست: روز اول  | نامزدشده    | [ ۵۰ ] [ ۵۱ ]        |
| جوایز موسیقی سئول           | ۲۰۲۳ | جایزه محبوبیت کی-ویو                  | انهایپن           | نامزدشده    | [ ۵۰ ] [ ۵۱ ]        |
| جوایز موسیقی سئول           | ۲۰۲۳ | جایزه محبوبیت                         | انهایپن           | نامزدشده    | [ ۵۲ ]               |
| د فکت میوزیک اواردز         | ۲۰۲۰ | جایزه نکست لیدر                       | انهایپن           | برنده       | [ ۵۳ ]               |
| د فکت میوزیک اواردز         | ۲۰۲۱ | آرتیست سال (بون‌سانگ)                  | انهایپن           | برنده       | [ ۵۴ ]               |
| د فکت میوزیک اواردز         | ۲۰۲۱ | جایزه برگزیده اف ان استار (آرتیست)    | انهایپن           | نامزدشده    | [ ۵۵ ]               |